# ماشین پول (ترانه ۱۰۰ گکز)
«ماشین پول» (به انگلیسی: money machine) نخستین تک‌آهنگ از گروهٔ موسیقی هایپرپاپ دونفرهٔ آمریکایی ۱۰۰ گکز می‌باشد که در ۲۹ مهٔ سال ۲۰۱۹ به‌عنوان تنها تک‌آهنگ از نخستین آلبوم استودیویی آن‌ها تحت عنوان ۱۰۰۰ گکز (۲۰۱۹) منتشر گردید.